# اینتر ترنس اویا
اینتر ترنس اویا (به انگلیسی: Inter Trans Avia) یک شرکت هواپیمایی با کد یاتا Y5 است.
دفتر مرکزی اینتر ترنس اویا در بیشکک، قرقیزستان واقع شده‌است و قطب این شرکت هواپیمایی در فرودگاه بین‌المللی مناس قرار دارد.